# フランソワ＝ラウル・ラルシュ
フランソワ＝ラウル・ラルシュ（François-Raoul Larche、 Raoul Larcheとも、1860年10月22日 - 1912年6月3日）は、フランスの彫刻家である。ネオ・バロック様式やアール・ヌーボー様式の彫刻家である。

## 略歴
フランス南西部ジロンド県のサン＝タンドレ＝ド＝キュザック(Saint-André-de-Cubzac)で、装飾彫刻家、家具職人の息子に生まれた。兄に建築家のエドゥアール・ラルシュ(Édouard Larche: 1855-1939)がいる。
パリの国立高等装飾美術学校を卒業した後、パリ国立高等美術学校に入学し、フランソワ・ジョフロワ(1806–1882)やオーギュスト・デュモン(1801-1884)、アレクサンドル・ファルギエール(1831-1900)、ジャン＝レオン・ジェローム(1824-1904)、ウジェーヌ・ドゥランシュ(Eugène Delaplanche: 1836-1891)に学んだ。
1884年からフランス芸術家協会展に出展を始め、1911年まで毎年、出展を続けた。1886年にローマ賞の彫刻部門の2位になった。1890年に3等のメダル、1893年に1等のメダルなどを受賞し、1900年のパリ万国博覧会では金メダルを受賞した。
革新的なモダンダンスのダンサー、ロイ・フラーからインスピレーションを得たフランスの芸術家の一人で、1901年に「Lampe Loïe Fuller」と題した、アール・ヌーボー様式のテーブル・ランプをデザインしている。その後も鋳造で制作した多くの花瓶などの装飾品をラルシュはデザインし、パリの美術鋳造所、Siot-Decauvilleが制作した。
セーヌ＝サン＝ドニ県のガニーのジャンヌ・ダルク像やパリの教会(Église Saint-Antoine-des-Quinze-Vingts) の聖人像も制作した。
パリ国立高等美術学校やフランス芸術家協会展の審査員を務め1904年にフランス芸術家協会の理事になった。1910年にレジオンドヌール勲章（オフィシエ）を受勲した.。
1912年にオワーズ県ラニー(Lagny)で歩行中に車に轢かれ、パリの病院に昏睡状態のまま運ばれたがその日のうちに亡くなった。1920年にフランス芸術家協会によって回顧展が開かれた。

## 作品

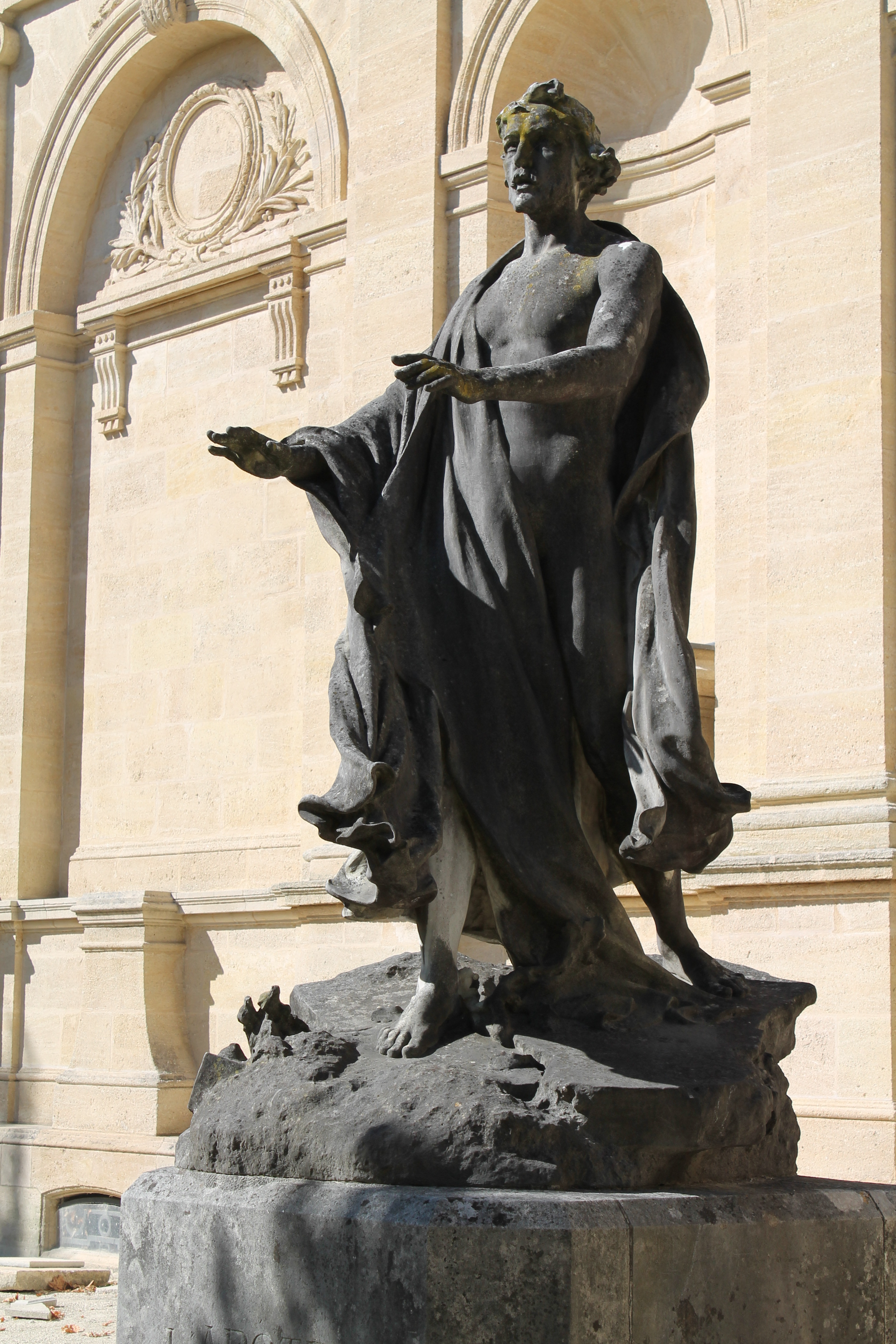
「使徒(L'Apôtre)」 (1889) ボルドー美術館.
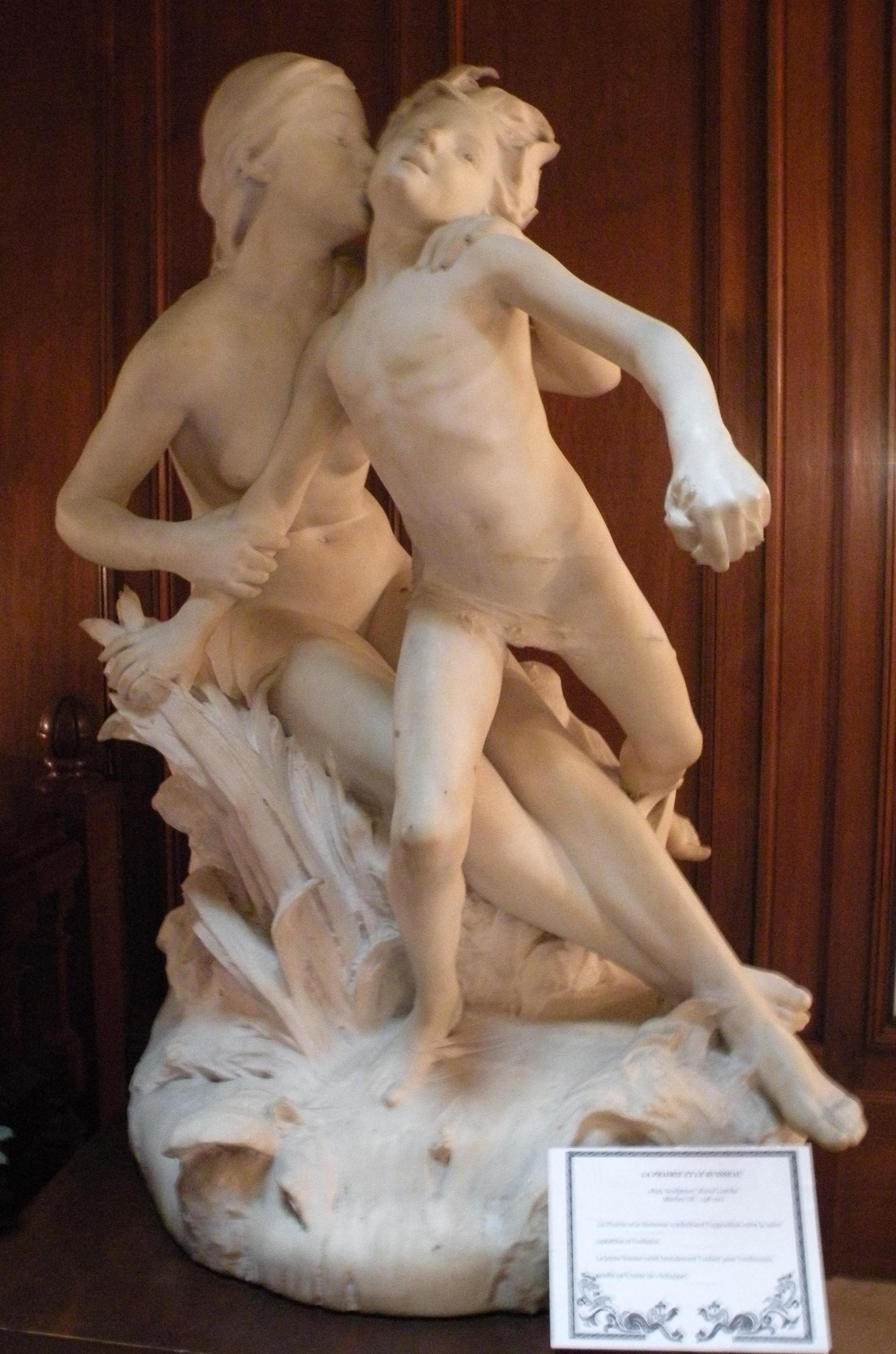
La Prairie et le Ruisseau (1893) パリ元老院
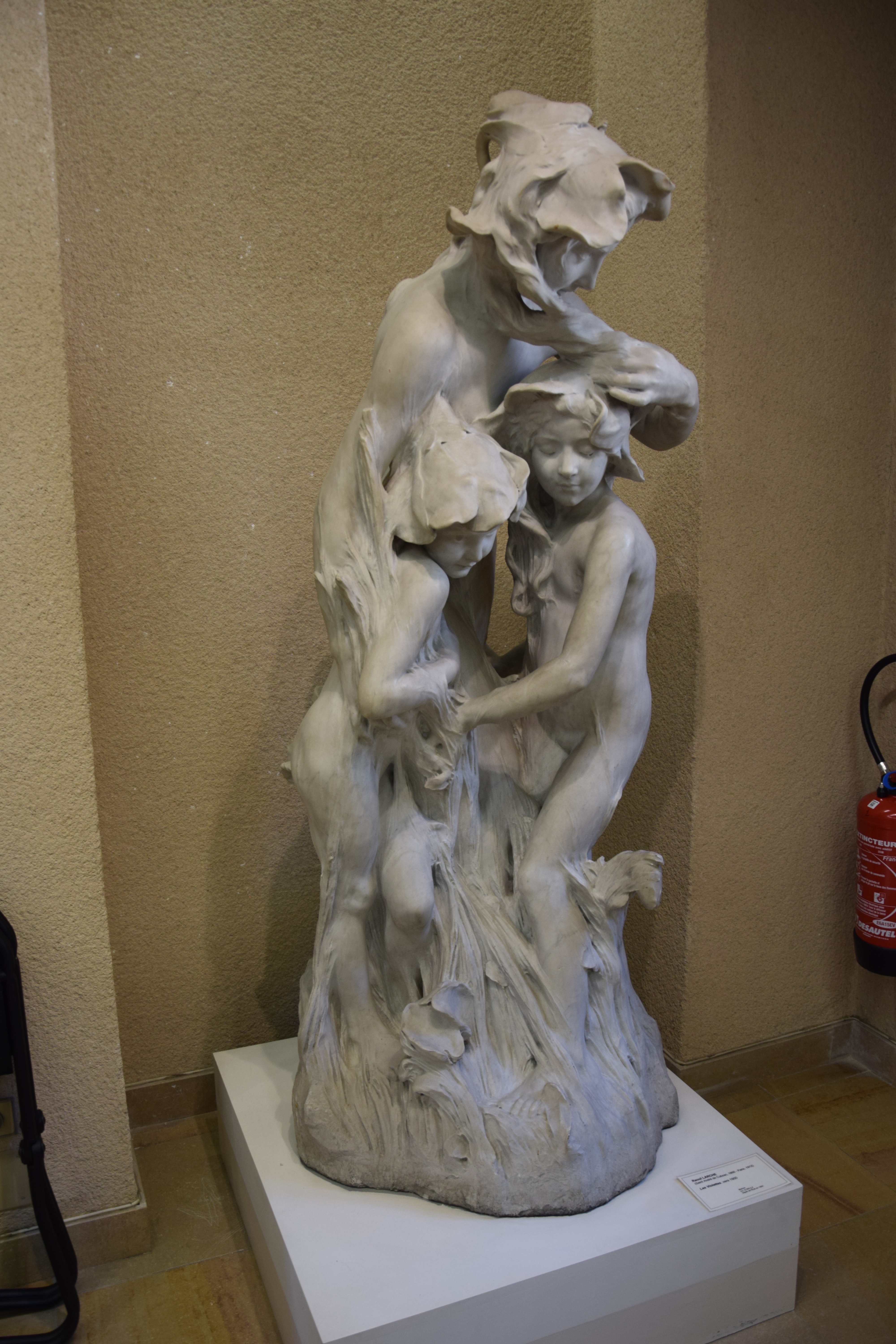
Les Violettes (1900) Musée Georges-Garret
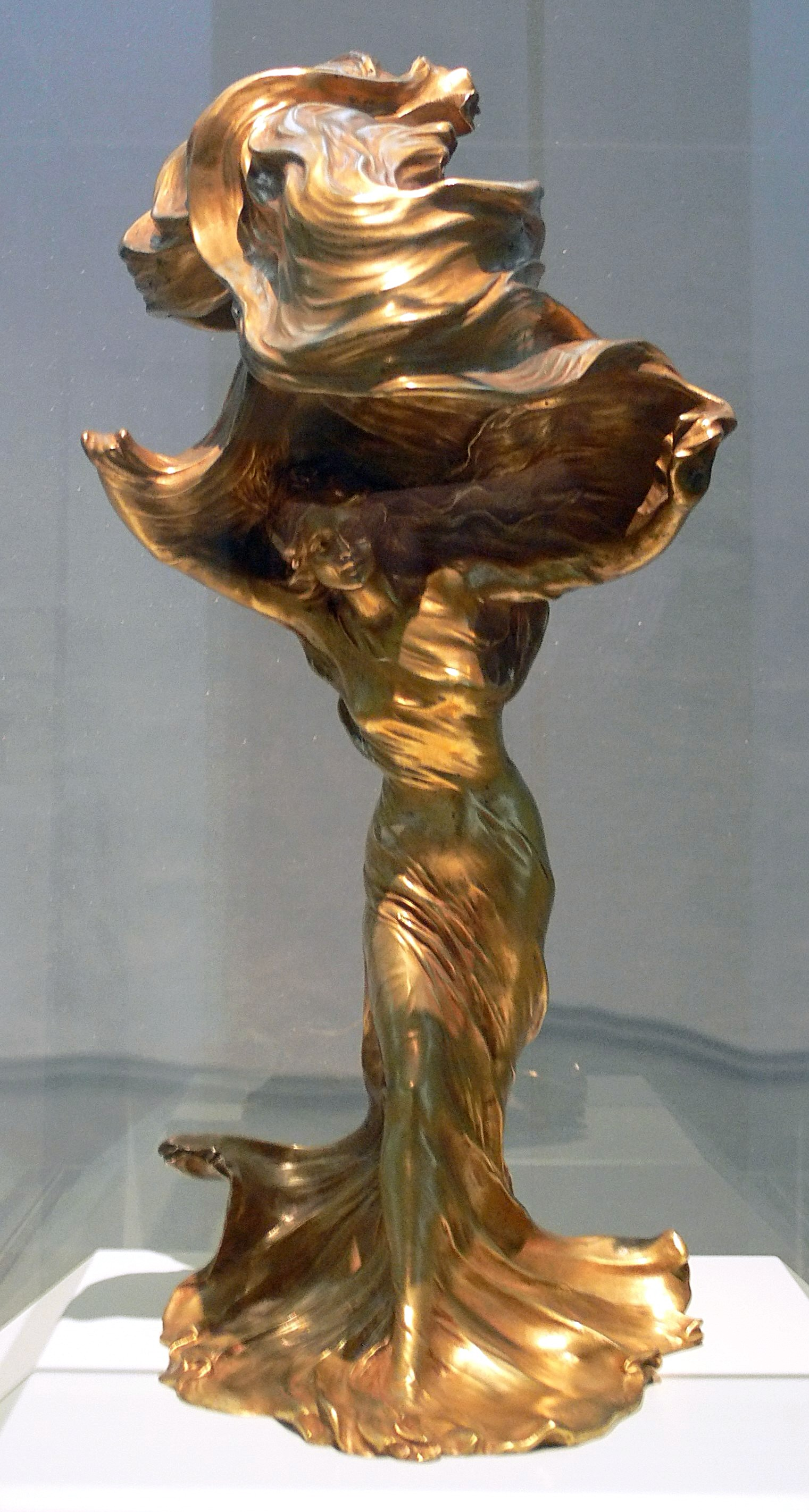
「Lampe Loïe Fuller」、テーブル・ランプ(1900)